# Thanasi Kokkinakis
Athanasios Kokkinakis detto Thanasi (Adelaide, 10 aprile 1996) è un tennista australiano.
Professionista dal 2015, anno in cui raggiunse la 69ª posizione nel ranking ATP di singolare, ha subito una serie di infortuni che lo hanno costretto all'inattività a più riprese.
Vanta come migliori ranking ATP la 65ª posizione in singolare (novembre 2023) e la 15ª in doppio (novembre 2022).
Il più prestigioso titolo del suo palmarès è la vittoria in doppio agli Australian Open 2022 in coppia con Nick Kyrgios.
Nel circuito maggiore ha vinto l'Adelaide International II 2022 in singolare e altri due tornei ATP in doppio. Ha perso la finale di Coppa Davis 2022 con la squadra australiana.

## Biografia
Nato ad Adelaide da immigrati greci, inizia a giocare a tennis a sette anni con il fratello Panayoti. Il suo idolo d'infanzia era Marat Safin, del quale ammirava il modo di colpire la palla e la potenza. Tra i posti in cui si è allenato vi sono Adelaide e Los Angeles.

## Carriera

### Juniores
Nel 2010 vince insieme al connazionale Li Tu il doppio al prestigioso torneo giovanile Les Petits As.
A gennaio 2013 riceve una wild-card per disputare l'Australian Open Juniores, raggiunge la finale e subisce una frattura da stress alla schiena durante il match contro Nick Kyrgios e rimane lontano dalle competizioni fino a giugno. Torna a giocare al Torneo di Wimbledon juniores e vince in doppio in coppia con Kyrgios. A settembre perde la finale degli US Open juniores contro Borna Ćorić con il punteggio 3-6, 6-3, 6-1. Sarà il suo ultimo torneo di categoria, e in dicembre figura al 10º posto della classifica mondiale juniores, suo best ranking di categoria.

### 2011-2013, inizi da professionista e primo titolo Challenger in doppio
Fa il suo esordio tra i professionisti nel marzo 2011 con una sconfitta nel torneo di doppio dell'ITF Futures Australia F3. Al successivo Australia F4 vince in singolare il suo primo incontro nel circuito. Dopo le prime isolate apparizioni, inizia a giocare con continuità dal febbraio 2012 e in giugno perde la sua prima finale da professionista al torneo di doppio dell'ITF Slovenia F3. Nel gennaio 2013 esordisce in doppio nel circuito maggiore insieme a Kyrgios all'Australian Open e vengono eliminati al primo turno. Dopo la frattura da stress alla schiena subita in quel periodo e dopo aver terminato la carriera da juniores, in settembre esordisce nel circuito Challenger con una vittoria al primo turno a Napa, dove in doppio arriva in semifinale. Il 21 ottobre 2013 vince il torneo di doppio al Melbourne Challenger in coppia con Benjamin Mitchell, battendo in finale Andrew Whittington e Alex Bolt.

### 2014, esordio nel circuito maggiore e in Coppa Davis, top 150 del ranking in singolare
Apre la nuova stagione facendo la sua prima apparizione in singolare nel circuito maggiore al Brisbane International 2014, dopo che nelle qualificazioni aveva eliminato il nº 82 ATP Andrej Golubev, nella sua prima vittoria su un top 100; al primo turno del tabellone principale viene sconfitto da Lleyton Hewitt. Partecipa quindi con una wild-card all'Australian Open e batte al primo turno Igor Sijsling prima di perdere al secondo contro il nº 1 del mondo Rafael Nadal. Il 2 febbraio 2014 fa il suo esordio nella Squadra australiana di Coppa Davis in occasione della sfida valida per il primo turno del Gruppo Mondiale persa 5-0 contro la Francia, viene schierato in singolare a risultato già acquisito dai francesi ed è sconfitto in due set da Julien Benneteau. Sfiora la qualificazione al Roland Garros, sconfitto per 7-5 al terzo set dell'incontro decisivo da Ante Pavić. A luglio vince il torneo di doppio al Challenger di Winnetka insieme a Denis Kudla, superando in finale Raymond Sarmiento / Evan King. La settimana successiva vince il suo primo titolo in singolare al torneo ITF Canada F5, battendo in finale Fritz Wolmarans. Grazie ad altri buoni risultati nei Challenger, in agosto fa il suo ingresso nella top 200 del ranking in singolare e la settimana dopo supera per la prima volta le qualificazioni in un Masters 1000 a Toronto. Chiude la stagione con il nuovo miglior ranking alla 150ª posizione.

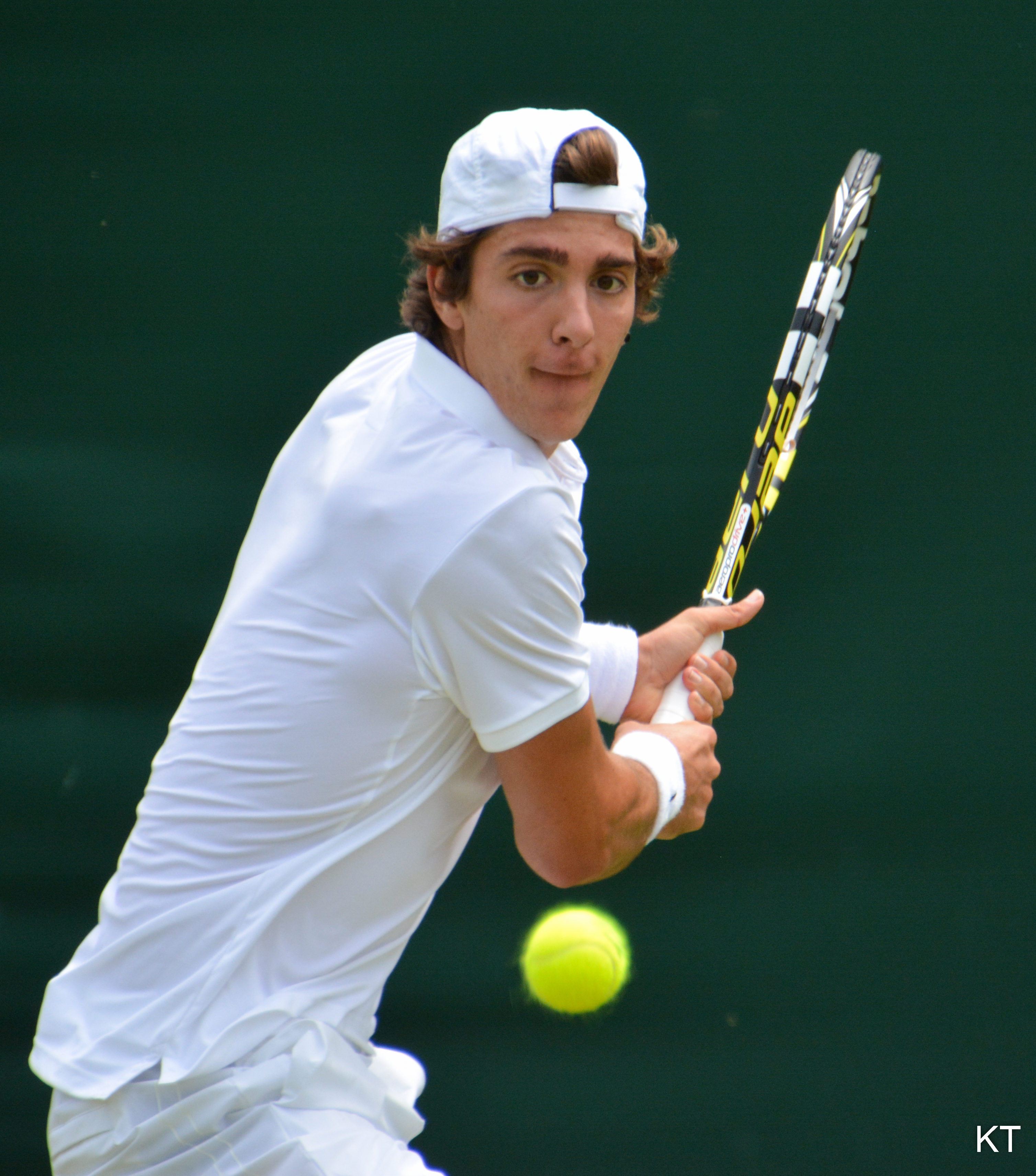
Kokkinakis al torneo di Wimbledon 2015

### 2015-2016, primo titolo Challenger in singolare, terzo turno al Roland Garros, 69º del ranking e primi gravi infortuni
Il 19 gennaio 2015 supera al primo turno degli Australian Open la testa di serie nº 11 Ernests Gulbis, e approda per il secondo anno consecutivo al secondo turno dello Slam australiano. In marzo ottiene il suo miglior risultato in un Masters 1000 raggiungendo gli ottavi di finale all'Indian Wells Open, sconfigge tra gli altri il nº 26 ATP Guillermo García López e viene eliminato da Bernard Tomic. Superando le qualificazioni al Madrid Open, in maggio fa il suo ingresso nella top 100. Conquista il primo titolo Challenger in singolare al successivo torneo di Bordeaux, vincendo in finale il tiebreak decisivo contro Thiemo de Bakker. Subito dopo accede al terzo turno del Roland Garros, dove si prende la rivincita su Tomic salvando 2 match-ball e viene eliminato da Novak Đoković; a fine torneo si trova alla 69ª posizione della classifica mondiale, suo nuovo best ranking. Quell'anno si spinge inoltre con l'Australia fino alla semifinale di Coppa Davis, persa 3-2 contro la Gran Bretagna. Il 29 dicembre si sottopone a un intervento chirurgico alla spalla destra. Rientra nell'agosto del 2016 per fare il suo esordio olimpico ai Giochi di Rio ed esce dal torneo al primo turno. Sarà la sua unica apparizione stagionale, uno strappo ai muscoli pettorali lo costringe a una nuova lunga pausa e già in estate esce dal ranking sia in singolare che in doppio.

### 2017, primo titolo ATP in doppio, nuovo infortunio e prima finale ATP in singolare
L'8 gennaio 2017 vince il primo titolo ATP in doppio in coppia con Jordan Thompson al Brisbane International superando in finale Gilles Müller e Sam Querrey col punteggio di 7–6, 6-4. A causa di uno strappo agli addominali deve di nuovo fermarsi, rientra nel circuito in maggio e il mese dopo vince il suo primo incontro ATP in singolare dopo 21 mesi a 's-Hertogenbosch. Al primo turno del successivo ATP 500 del Queen's batte il nº 6 del mondo Milos Raonic, ottenendo la prima vittoria su un top 10. Il 6 agosto disputa la sua prima finale in singolare nel circuito maggiore al torneo di Los Cabos – dove era entrato con una wild card e con il nº 454 del ranking – perdendo da Sam Querrey con il punteggio di 6-3, 3-6, 6-2. Risale a ridosso della top 200 e chiude la stagione in singolare a fine agosto dopo l'eliminazione al primo turno agli US Open.

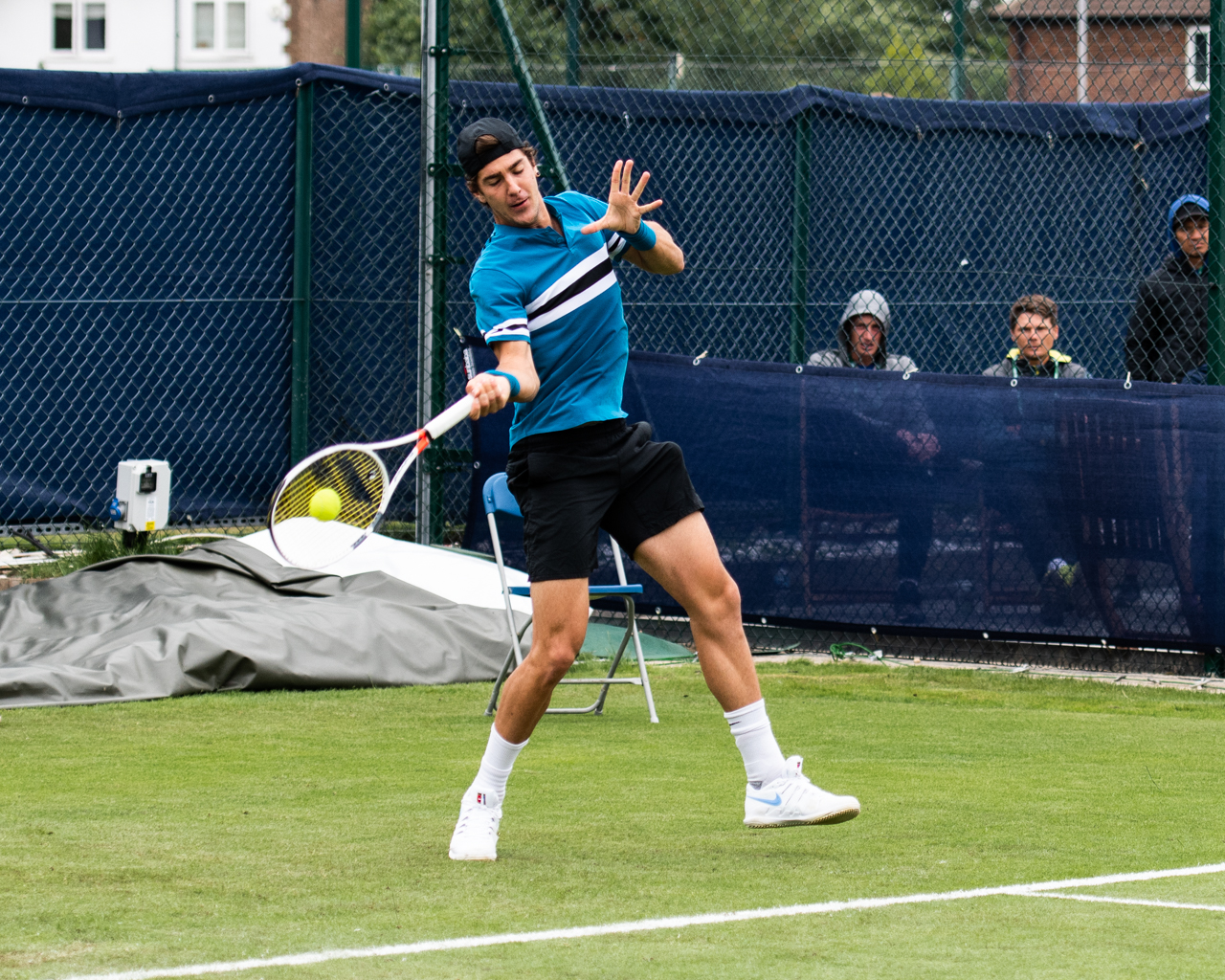
Kokkinakis a Surbiton nel 2018

### 2018, vittoria su Federer, due titoli Challenger
Sconfitto al primo turno dell'Australian Open 2018, in febbraio deve dare forfait in semifinale al Challenger di Cuernavaca per un infortunio alla caviglia. In marzo desta sorpresa al Miami Masters, dove con il nº 175 del ranking mondiale supera al secondo turno il nº 1 Federer. Nel periodo che segue vince solo alcuni incontri nelle qualificazioni di tornei ATP e in agosto scende alla 248ª posizione, ma subito si riprende conquistando ad Aptos il suo secondo titolo Challenger con la vittoria in due set in finale contro Lloyd Harris. Si ripete in ottobre al Las Vegas Tennis Open, nella cui finale ha la meglio su Blaž Rola.

### 2019, nuovi infortuni
Si ritira durante l'incontro di primo turno all'Australian Open 2019 per un nuovo infortunio alla spalla destra, rientra tre mesi dopo e subisce subito un infortunio ai muscoli pettorali. Torna a giocare in luglio e arriva nei quarti di finale all'ATP di Los Cabos, vincendo così i suoi primi incontri nel circuito maggiore dopo il successo su Federer nel marzo dell'anno precedente. Il mese dopo vince il torneo di doppio al Challenger di Aptos in coppia con Matt Reid. Sconfigge Il'ja Ivaška agli US Open, superando per la prima volta il primo turno in una prova dello Slam dal 2015, ma deve subito dare forfait per il riacutizzarsi del dolore alla spalla. Disputa il suo ultimo incontro stagionale in ottobre al Tiburon Challenger, perdendo in tre set la finale contro Tommy Paul.

### 2020-2021, una stagione persa per problemi fisici e risalita nel ranking
Una febbre ghiandolare diagnosticatagli mentre sta preparando l'Australian Open 2020 lo tiene lontano dai campi da gioco per tutta la stagione. Come spesso gli era successo per i continui infortuni degli anni precedenti, medita di ritirarsi. Rientra invece nel gennaio 2021 e, grazie alle misure per tutelare i giocatori nel periodo della pandemia di COVID-19, riparte dal 266º posto del ranking; torna a vincere un incontro all'Australian Open dopo sei anni sconfiggendo al primo turno Soonwoo Kwon, ingaggia quindi una battaglia con il nº 6 del mondo Stefanos Tsitsipas, che si impone al quinto set. Raggiunge il secondo turno al Miami Masters e, dopo aver disputato tre volte i quarti di finale in tornei Challenger, in maggio vince il Biella VI battendo in finale Enzo Couacaud e conquistando un titolo 25 mesi dopo quello vinto a Las Vegas. Nel periodo successivo continua a mettersi in luce nei Challenger, con due semifinali giocate in estate e la finale persa in ottobre a Sibiu contro Stefano Travaglia; chiude la stagione al 171º posto mondiale.

### 2022, trionfo agli Australian Open e top 20 in doppio, primo titolo ATP in singolare e finale di Coppa Davis
Apre la stagione entrando con una wild-card nei tabelloni dei due tornei ATP 250 della sua Adelaide. Nel primo torna a disputare una semifinale nel circuito maggiore dopo quella vinta a Los Cabos nell'agosto 2017; viene sconfitto da Monfils dopo che aveva eliminato i top 100 Millman, Tiafoe al secondo turno e nei quarti Mikael Ymer. La settimana successiva vince all'Adelaide International II il suo primo titolo ATP in singolare, supera prima Benoît Paire e al secondo turno ha la meglio dopo tre tie-break su John Isner, nei quarti elimina Aleksandar Vukic e in semifinale si impone per 12-10 nel tie-break del set decisivo su Marin Čilić. Si aggiudica la finale sconfiggendo Arthur Rinderknech con il punteggio di 6-7, 7-6, 6-3. A fine torneo si porta alla 103ª posizione del ranking, la migliore dal febbraio 2016. Il momento positivo continua agli Australian Open dove consegue il risultato più prestigioso in carriera vincendo il titolo in doppio assieme a Nick Kyrgios. Entrati con una wild-card, nel corso del torneo eliminano i numeri 1 e 2 del mondo Nikola Mektić / Mate Pavić al secondo turno e le teste di serie nº 6 Tim Pütz / Michael Venus nei quarti di finale. In semifinale hanno la meglio sulle teste di serie nº 3 Marcel Granollers / Horacio Zeballos e trionfano in finale su Matthew Ebden / Max Purcell con il punteggio di 7-5, 6-4, diventando la prima coppia in Era Open ad aggiudicarsi il torneo giocando con una wild card. Con questo successo si porta alla 45ª posizione mondiale, nuovo best ranking; entra nella top 100 anche in singolare, nonostante l'eliminazione al primo turno.
Torna a giocare in Coppa Davis dopo sette anni a marzo, in occasione della sfida vinta 3-2 con l'Ungheria, perde il primo singolare contro Márton Fucsovics e assicura il passaggio del turno battendo Zsombor Piros nell'incontro decisivo. Al Masters di Miami supera al primo turno il nº 15 ATP Diego Schwartzman e al terzo viene eliminato da Alexander Zverev; nel torneo di doppio raggiunge le semifinali con Kyrgios, eliminano tra gli altri gli specialisti Marcel Granollers / Horacio Zeballos e vengono sconfitti da Hubert Hurkacz / John Isner che vinceranno il torneo. Dopo una pausa di un mese e mezzo, rientra a maggio e raggiunge i quarti di finale a Ginevra. Al Roland Garros viene eliminato al primo turno in singolare, gioca il torneo di doppio con Aleksandr Bublik e per la prima volta raggiunge il terzo turno; risultato con cui entra per la prima volta nella top 30 di specialità, in 27ª posizione. Con il secondo turno raggiunto in singolare a Wimbledon risale al 69º posto mondiale. A fine luglio vince ad Atlanta il suo terzo titolo in doppio nel circuito maggiore, gioca di nuovo al fianco di Kyrgios e sconfiggono in finale Jason Kubler / John Peers. Negli ultimi impegni stagionali si mette in luce ancora in doppio con Kyrgios raggiungendo il terzo turno agli US Open e la semifinale a Tokyo. Nella fase a gironi di Coppa Davis vince due dei tre incontri disputati e l'Australia accede ai quarti di finale. Si qualifica con Kyrgios per le ATP Finals 2022 e vengono eliminati nel round robin con 2 sconfitte e una vittoria. Perde in semifinale di Coppa Davis contro Borna Ćorić ma l'Australia accede alla finale; perde anche il successivo match contro Denis Shapovalov ed è il Canada che si aggiudica il titolo. Chiude la stagione con il nuovo best ranking al 15º posto mondiale di doppio.

### 2023, una semifinale ATP, un titolo Challenger e 65º del ranking in singolare
A inizio stagione, al secondo turno dell'Adelaide International II supera per la terza volta in carriera un top 10, il nº 6 Andrej Rublëv, ed esce in semifinale. Agli Australian Open viene eliminato al secondo turno in singolare e – dopo il grave infortunio subito da Kyrkios alla vigilia del torneo – Kokkinakis non prende parte al torneo di doppio che aveva vinto l'anno prima, perde quindi molte posizioni nel ranking e non gioca in doppio neanche nei mesi successivi. A febbraio vince il titolo in singolare al Challenger di Manama. Nei mesi successivi non supera il secondo turno nei tornei ATP e raggiunge i quarti al Challenger 175 di Cagliari. Al Roland Garros supera il nº 25 ATP Daniel Evans e Stan Wawrinka e al terzo turno cede a Karen Chačanov.
Non va oltre il secondo turno nei primi tornei della trasferta nordamericana ed esce al turno di esordio agli US Open. Con il secondo turno raggiunto allo Shanghai Masters migliora dopo 8 anni il best ranking portandosi al 68º posto mondiale. A inizio novembre raggiunge la semifinale al Challenger di Sydney e si ritira durante l'incontro, sale così al 65º posto e chiude in anticipo la stagione.

### 2024, semifinale di Coppa Davis e due titoli Challenger
Rientra all'inizio del 2024, vince il primo incontro stagionale agli Australian Open ed esce al secondo turno per mano di Grigor Dimitrov. A febbraio esce dalla top 100 e vi fa subito rientro raggiungendo i quarti al torneo ATP di Los Cabos, dove elimina Jack Draper e Daniel Evans e perde contro Alexander Zverev. All'Indian Wells Open supera il nº 48 ATP Marcos Giron e al secondo turno raccoglie tre giochi contro Jannik Sinner. Ad aprile vince il titolo al Challenger di Sarasota superando in finale Zizou Bergs al terzo set. Al Roland Garros esce nuovamente al terzo turno, sconfitto da Taylor Fritz dopo aver eliminato Alexei Popyrin. A Wimbledon supera il nº 17 del mondo Félix Auger-Aliassime e si ritira durante il match di secondo turno.
Dopo la sconfitta al terzo turno all'ATP 500 del Washington Open, supera Gaël Monfils al Canadian Open e il nº 11 del mondo Stefanos Tsitsipas agli US Open, e in entrambi i tornei viene eliminato al secondo turno. Vince entrambi i singolari disputati nella fase a gironi delle Finals di Coppa Davis contro Arthur Fils e Jakub Menšík e l'Australia accede ai quarti di finale. Fa il suo esordio in carriera alla Laver Cup e perde contro Tsitsipas l'unico incontro disputato. Si aggiudica il successivo Challenger 75 dell'NSW Open concedendo in finale due soli giochi a Rinky Hijikata. Nei vittoriosi quarti di finale di Coppa Davis contro gli Stati Uniti ha la meglio per 16-14 nel set decisivo contro Ben Shelton e in semifinale cede in tre set dopo aver vinto il primo contro Matteo Berrettini, l'Italia passa in finale e vincerà il trofeo. Nel corso della stagione gioca solo quattro tornei di doppio, tra cui gli Australian Open e gli US Open, senza ottenere risultati di rilievo e a fine anno scende alla 453ª posizione mondiale.

### 2025, operazione al petto
Apre la stagione raggiungendo i quarti all'Adelaide International dopo aver sconfitto il nº 39 mondiale Tomás Martín Etcheverry ed è costretto a dare forfait. Non va oltre il secondo turno agli Australian Open, dove con Kyrgios prende parte anche al torneo di doppio e si ritirano nel corso del match di primo turno. A fine febbraio si sottopone a un intervento chirurgico per i problemi al petto di cui soffriva da lungo tempo.

## Statistiche
Aggiornate al 3 marzo 2025.

### Singolare

#### Vittorie (1)
| Legenda              |
| Grande Slam (0)      |
| ATP Finals (0)       |
| ATP Masters 1000 (0) |
| ATP Tour 500 (0)     |
| ATP Tour 250 (1)     |

| N. | Data            | Torneo                           | Superficie | Avversario in finale | Punteggio           |
| 1. | 15 gennaio 2022 | Adelaide International, Adelaide | Cemento    | Arthur Rinderknech   | 6(6)–7, 7–6(5), 6-3 |

#### Finali perse (1)
| Legenda              |
| Grande Slam (0)      |
| ATP Finals (0)       |
| ATP Masters 1000 (0) |
| ATP Tour 500 (0)     |
| ATP Tour 250 (1)     |

| N. | Data          | Torneo                    | Superficie | Avversario in finale | Punteggio     |
| 1. | 5 agosto 2017 | Los Cabos Open, Los Cabos | Cemento    | Sam Querrey          | 3-6, 6-3, 2-6 |

### Doppio

#### Vittorie (3)
| Legenda             |
| Grande Slam (1)     |
| ATP Finals (0)      |
| ATP Master 1000 (0) |
| ATP Tour 500 (0)    |
| ATP Tour 250 (2)    |

| N. | Data            | Torneo                           | Superficie | Compagno        | Avversari in finale       | Punteggio   |
| 1. | 8 gennaio 2017  | Brisbane International, Brisbane | Cemento    | Jordan Thompson | Gilles Müller Sam Querrey | 7-6(7), 6-4 |
| 2. | 29 gennaio 2022 | Australian Open, Melbourne       | Cemento    | Nick Kyrgios    | Matthew Ebden Max Purcell | 7-5, 6-4    |
| 3. | 31 luglio 2022  | Atlanta Open, Atlanta            | Cemento    | Nick Kyrgios    | Jason Kubler John Peers   | 7-6(4), 7-5 |

#### Finali perse (1)
| Legenda             |
| Grande Slam (0)     |
| ATP Finals (0)      |
| ATP Master 1000 (0) |
| ATP Tour 500 (0)    |
| ATP Tour 250 (1)    |

| N. | Data          | Torneo                    | Superficie | Compagno     | Avversari in finale                       | Punteggio |
| 1. | 4 agosto 2018 | Los Cabos Open, Los Cabos | Cemento    | Taylor Fritz | Marcelo Arévalo Miguel Ángel Reyes Varela | 4-6, 4-6  |

### Tornei minori

#### Singolare

##### Vittorie (8)
| Legenda        |
| Challenger (7) |
| Futures (1)    |

| N. | Data             | Torneo                                 | Superficie  | Avversario in finale | Punteggio        |
| 1. | 13 luglio 2014   | Canada F5, Saskatoon                   | Cemento     | Fritz Wolmarans      | 7–6(4), 7–6(3)   |
| 2. | 17 maggio 2015   | International de de Bordeaux, Bordeaux | Terra rossa | Thiemo De Bakker     | 6-4, 1-6, 7–6(5) |
| 3. | 12 agosto 2018   | Aptos Challenger, Aptos                | Cemento     | Lloyd Harris         | 6-2, 6-3         |
| 4. | 28 ottobre 2018  | Las Vegas Tennis Open, Las Vegas       | Cemento     | Blaž Rola            | 6-4, 6-4         |
| 5. | 23 maggio 2021   | Biella Challenger, Biella              | Terra rossa | Enzo Couacaud        | 6-3, 6-4         |
| 6. | 19 febbraio 2023 | Bahrain Challenger, Manama             | Cemento     | Abedallah Shelbayh   | 6-1, 6-4         |
| 7. | 14 aprile 2024   | Sarasota Open, Sarasota                | Terra verde | Zizou Bergs          | 6–3, 1–6, 6–0    |
| 8. | 3 novembre 2024  | NSW Open, Sydney                       | Cemento     | Rinky Hijikata       | 6-1, 6-1         |

##### Finali perse (2)
| Legenda        |
| Challenger (2) |
| Futures (0)    |

| N. | Data              | Torneo                      | Superficie  | Avversario in finale | Punteggio        |
| 1. | 29 settembre 2019 | Tiburon Challenger, Tiburon | Cemento     | Tommy Paul           | 5-7, 7–6(3), 4-6 |
| 2. | 3 ottobre 2021    | Sibiu Open, Sibiu           | Terra rossa | Stefano Travaglia    | 6(4)–7, 2-6      |

#### Doppio

##### Vittorie (3)
| Legenda        |
| Challenger (3) |
| Futures (0)    |

| N. | Data            | Torneo                          | Superficie | Compagno          | Avversari in finale          | Punteggio       |
| 1. | 21 ottobre 2013 | Melbourne Challenger, Melbourne | Cemento    | Benjamin Mitchell | Andrew Whittington Alex Bolt | 6-3, 6-2        |
| 2. | 6 luglio 2014   | Winnetka Championship, Winnetka | Cemento    | Denis Kudla       | Raymond Sarmiento Evan King  | 6-2, 7–6(4)     |
| 3. | 11 agosto 2018  | Aptos Challenger, Aptos         | Cemento    | Matt Reid         | Jonny O'Mara Joe Salisbury   | 6-2, 4-6 [10-8] |